# Енрі Мартін
Енрі Мартін (ісп. Henry Martín, нар. 18 листопада 1992, Мерида) — мексиканський футболіст, нападник клубу «Америка» та національної збірної Мексики. У складі олімпійської збірної Мексики — бронзовий призер Олімпійських ігор 2020 року. У складі «Америки» — переможець Апертури 2018 року, володар Кубка Мексики, переможець Чемпіона чемпіонів.

## Клубна кар'єра
Енрі Мартін народився в Мериді. У професійному футболі дебютував у 2013 році в команді «Венадос», в якій грав до середини 2014 року, взявши участь у 29 матчах чемпіонату, в яких відзначився 8 забитими м'ячами.
У середині 2014 року Енрі Мартін став гравцем клубу «Тіхуана», в якому грав до середини 2014 року. У складі команди з Тіхуани зіграв 66 матчів чемпіонату, в яких відзначився 5 забитими м'ячами.
У середині 2018 року Енрі Мартін став гравцем клубу «Америка» з Мехіко. Вже в перший сезон виступів у столичній команді Мартін у складі «Америки» стає переможцем Апертури, а наступного року він стає володарем Кубка Мексики та переможцем Чемпіона чемпіонів. Станом на серпень 2023 року відіграв за «Америку» 186 матчів ув національному чемпіонаті, відзначившись 59 забитими м'ячами.

## Виступи за збірну
У 2015 році Енрі Мартін дебютував у складі національної збірної Мексики в товариському матчі зі збірною Тринідаду і Тобаго. На кінець серпня 2021 року відіграв у складі національної збірної 39 матчів, у яких відзначився 9 забитими м'ячами. У складі національної збірної брав участь у чемпіонаті світу 2022 року в Катарі.
У 2021 році Мартіна включили до складу олімпійської збірної Мексики для участі у футбольному турнірі на Олімпійських іграх 2020 року у Токіо, на якому команда здобула бронзові олімпійські нагороди. У складі цієї команди провів 6 матчів, забив 3 голи.

## Титули і досягнення
Збірна Мексики
- Бронзовий призер Олімпійських ігор: 2020

«Америка»
- Чемпіонат Мексики: Переможець Апертури 2018 року
- Володар Кубка Мексики: 2019
- Переможець Чемпіона чемпіонів: 2019

| Дата       | Місто                    | Господарі  | Результат               | Гості                | Турнір                                   | Голи | Примітки |
| ---------- | ------------------------ | ---------- | ----------------------- | -------------------- | ---------------------------------------- | ---- | -------- |
| 5-9-2015   | Ґрац                     | Мексика    | 3 – 3                   | Тринідад і Тобаго    | товариський матч                         | -    | 54'      |
| 1-2-2018   | Ґрац                     | Мексика    | 1 – 0                   | Боснія і Герцеговина | товариський матч                         | -    | 74'      |
| 11-10-2018 | Сан-Ніколас-де-лос-Гарса | Мексика    | 3 – 2                   | Коста-Рика           | товариський матч                         | 1    | 46'      |
| 16-10-2018 | Сантьяго-де-Керетаро     | Мексика    | 0 – 1                   | Чилі                 | товариський матч                         | -    | 82'      |
| 21-11-2018 | Кордова                  | Аргентина  | 2 – 0                   | Мексика              | товариський матч                         | -    | 82'      |
| 30-9-2020  | Мехіко                   | Мексика    | 3 – 0                   | Гватемала            | товариський матч                         | 1    | 70'      |
| 7-10-2020  | Амстердам                | Нідерланди | 0 – 1                   | Мексика              | товариський матч                         | -    | 77'      |
| 17-11-2020 | Ґрац                     | Японія     | 0 – 2                   | Мексика              | товариський матч                         | -    | 64'      |
| 30-5-2021  | Арлінгтон                | Мексика    | 2 – 1                   | Ісландія             | товариський матч                         | -    |          |
| 3-6-2021   | Денвер                   | Мексика    | 0 – 0 д.ч. (5 – 4 п.п.) | Коста-Рика           | Ліга націй КОНКАКАФ 2019-2020 - півфінал | -    | 58'      |
| 7-6-2021   | Денвер                   | США        | 3 – 2 д.ч.              | Мексика              | Ліга націй КОНКАКАФ 2019-2020 - Фінал    | -    | 66'      |
| 13-6-2021  | Атланта                  | Мексика    | 0 – 0                   | Гондурас             | товариський матч                         | -    | 69'      |
| 1-7-2021   | Нашвілл                  | Мексика    | 3 – 0                   | Панама               | товариський матч                         | 1    |          |
| Усього     |                          | Матчів     | 13                      |                      | Голів                                    | 3    |          |